# Сивиль, Франсуа
Франсуа Сивиль (фр. François Civil; родился 29 января 1990, Париж, Франция) — французский актёр. Снялся в ряде франкоязычных и англоязычных фильмов, известен ролями в картинах «Фрэнк» (2014), «Париж. Город мёртвых» (2014), «Зов волка» (2019). Дважды номинировался на премию «Сезар» (в 2009 и 2012 годах), в 2019 году получил премию Каннского кинофестиваля «Открытие года». Сыграл д’Артаньяна в кинодилогии «Три мушкетёра» (2023). Номинировался на кинопремии «Люмьер», «Сезар», Globe de Cristal Awards.

## Фильмография
| Год  | Название                  | Оригинальное название               | Роль               |
| ---- | ------------------------- | ----------------------------------- | ------------------ |
| 2007 | Мольер                    | Molière                             | Луи Бежар          |
| 2013 | Притворись моим парнем    | 20 ans d'écart                      | юноша в амфитеатре |
| 2014 | Фрэнк                     | Frank                               | Барак              |
| 2014 | Париж. Город мёртвых      | As Above, So Below                  | Папильон           |
| 2017 | Возвращение в Бургундию   | Ce qui nous lie                     | Жереми             |
| 2019 | Поменяться местами        | Mon inconnue                        | Рафаэль            |
| 2019 | Та, которой не было       | Celle que vous croyez               | Алекс              |
| 2019 | Он и она                  | Deux moi                            | Реми Пеллитье      |
| 2019 | Зов волка                 | Le Chant du loup                    | Шантерод           |
| 2023 | Три мушкетёра: Д’Артаньян | Les Trois Mousquetaires: D’Artagnan | д’Артаньян         |
| 2023 | Три мушкетёра: Миледи     | Les Trois Mousquetaires: Milady     | д’Артаньян         |
| 2024 | Разбитые сердца           | L’Amour ouf                         | Клотер             |
| 2025 | Два фортепиано            | Deux pianos                         | Матиас             |